# Léon (zangeres)
Lotta Lindgren (Stockholm, 26 februari 1993), beter bekend onder haar artiestennaam LÉON, is een Zweedse zangeres en songwriter.

## Biografie
Lindgren is geboren en opgegroeid in Stockholm. Ze is opgegroeid in een muzikaal huishouden; haar moeder is bascelliste en haar vader componist. Ze zong in een koor, en in haar tienerjaren was ze de frontvrouw van een neo-soulband die ze had opgezet met negen vrienden.

## Muzikale carrière
Haar muzikale inspiraties zijn Amy Winehouse, Janis Joplin, Beyoncé, Etta James, Sam Cooke en Stevie Wonder. In 2015 begon ze haar solocarrière met hulp van de producer Agrin Rahmani. In juli 2015 kwam haar single Tired of Talking uit op het platform Soundcloud. Een kleine twee jaar later scoorde ze een klein hitje in Nederland met Think About You. Ze heeft drie volledige albums uitgebracht, getiteld LÉON (1 maart 2019), Apart (30 oktober 2020) en Circles (4 maart 2022). In 2021 bracht ze in samenwerking met Jonas Blue de single Hear Me Say uit.